# Avinálás

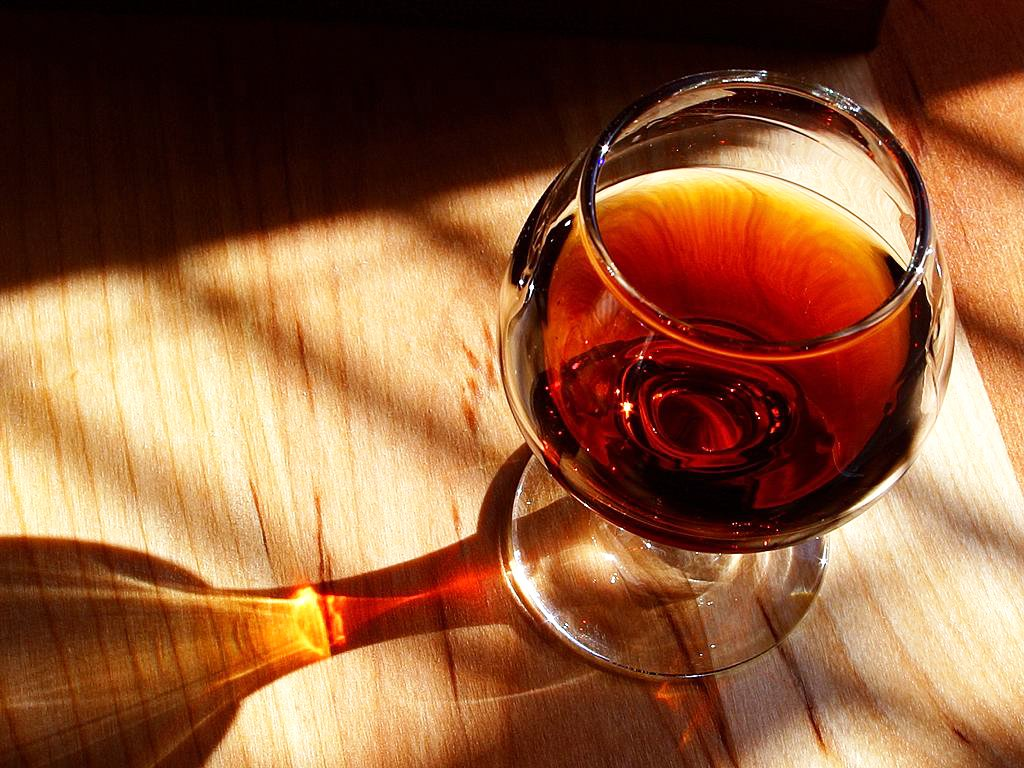
Egy pohár portói bor

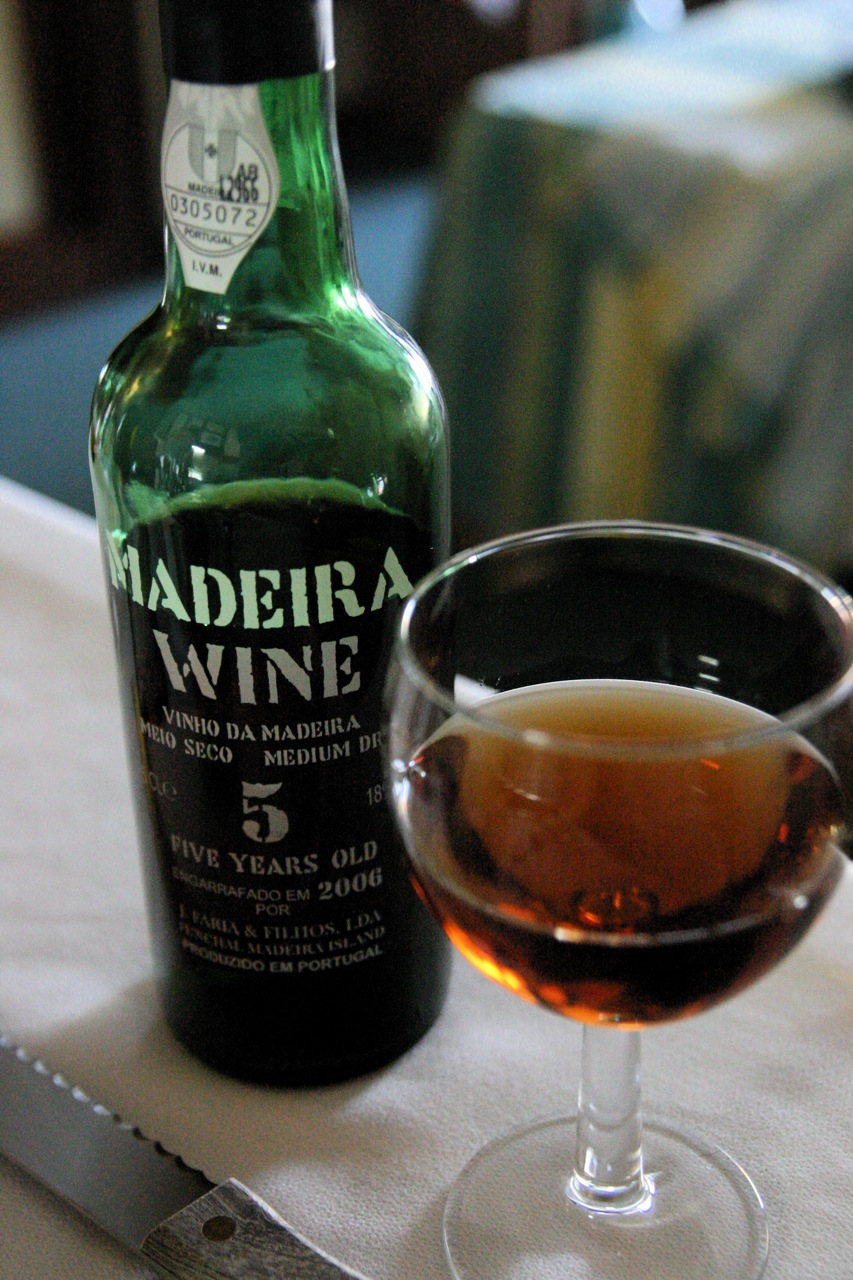
Madeira bor

Az avinálás a bor szesztartalmának növelésére szolgáló „borjavító eljárás”. Az avinált bor alkoholtartalmát borpárlat hozzáadásával fokozzák. Ha a forrásban levő musthoz borpárlatot adnak, leáll az erjedés, elhalnak az élesztőgombák, és a megmaradó cukor nem bomlik le tovább alkohollá. Így készítik a likőrborok nagy részét, amiket Dél-Franciaországban „vins doux naturels”-nek neveznek. A legismertebbeket Languedoc-Roussillonban préselik. Az egyik leghíresebb avinált likőrbor a portói.
Magyarországon a természetes, alkoholos erjedés útján készült szőlőbor készítése során hozzáadott alkohol felhasználását a bortörvény tiltja, de gyümölcsbor, ürmös- és likőrborok készítésénél engedélyezi.

## Lásd még
- Bortörvény